# Cecropia
El género Cecropia comprende unas 65 especies de árboles dioicos que se hallan en Centroamérica y Sudamérica. Anteriormente este género se había clasificado en la familia Moraceae, pero estudios genéticos lo encontraron más relacionado con la familia Urticaceae, en tanto que varios expertos prefieren catalogarlo en una familia propia, Cecropiaceae, junto con el género Coussapoa.
Estos árboles suelen denominarse ambaibo, ambay, guarumo, yagrumo, grayumbo, yarumo o cetico. 

## Descripción
Son árboles, frecuentemente con raíces fulcrantes y poco ramificadas; tallos terminales normalmente huecos y septados, habitados por hormigas, con látex oscuro al secarse; hojas peltadas, ligera a profundamente palmatilobuladas; pecíolos teretes y acostillados, con pulvínulo grande en la base. Tienen inflorescencias en espigas densas y carnosas, umbeladas en el ápice de los pedúnculos y envueltas por una espata decídua; sépalos connados; dos estambres libres y estigmas fimbriados. Los aquenios miden de 1 a 3 mm de largo, mayormente de 2 a 3 y son angulados.
Son árboles mayormente que alcanzan un tamaño de 5–20 m de alto. Hojas profundamente 10–13-lobadas, escabrosas a casi glabras y ásperas en la haz, aplicado-tomentosas en el envés, con (24–) 28–43 pares de nervios secundarios partiendo de los nervios primarios más largos; pecíolos hasta 7 dm de largo, uncinado-puberulentos. Pedúnculos estaminados 9–12 cm de largo, espatas 14–17 cm de largo y 1.5–2 cm de ancho antes de abrirse, espigas 10–14, 13–17 cm de largo y 3–5 mm de grueso; pedúnculos pistilados 7–17 cm de largo, espata 15–25 cm de largo y 1.5–2 cm de ancho antes de abrirse, espigas 3–4, 12–30 cm de largo y 5–10 mm de grueso.[3]

## Ecología
Los tallos son huecos y tabicados en los nudos y de ellos se desprenden raíces zancudas. Contienen un látex tóxico y en sus ambientes nativos forman alianzas con las hormigas (mirmecófilas). Las hojas son alternas, simples y dispuestas en espiral; los indígenas suramericanos las utilizan tradicionalmente para incinerarlas y producir una cal que mezclan con las hojas de coca antes de masticarlas. Son utilizados como ornamentales en Europa.

## Taxonomía
El género fue descrito por Pehr Löfling y publicado en Iter Hispanicum 272. 1758.
Etimología
Cecropia: nombre genérico que es una referencia al legendario rey Cécrope I, primer rey de Atenas.

## Propiedades
El guarumo se usa comúnmente en el tratamiento de la diabetes. Se emplea la infusión de las hojas, ramas, corteza o raíz, como agua de tiempo, y también se aplica en fomentos en el estómago durante la mañana y por la tarde. Para regular la presión arterial y para resolver problemas renales en general, se recomienda cortar la raíz del lado por donde nace el sol y dividirla en nueve partes, éstas se hierven en agua y el líquido resultante se bebe en ayunas durante nueve días.
Es utilizado contra la picadura de escorpión, la cual produce "trabazón", hormigueo en la lengua, salida de mucha saliva, sensación de "tener un estropajo en la garganta", "no se puede resollar bien" y "agarra entumición en el cuerpo". Para contrarrestar este efecto se lava la parte dañada con el cocimiento de la hoja o se toma endulzado con miel de palo
En las quemaduras, la hoja de guarumbo molida con aceite rosado o el cocimiento de las hojas con sal se aprovechan en baños, fomentos y cataplasmas. Para las úlceras provocadas por la picadura de la mosca chiclera, se tuestan las hojas en un comal y se muelen hasta que queda un polvo muy fino que se pone directamente en la zona afectada. La savia de este árbol se aplica sobre las verrugas.
Como analgésico (incluyendo dolor de cuerpo) o antipirético, se recomienda un baño general con el cocimiento de las hojas. Con otras plantas se ocupa para después del parto.
Otros usos que se le dan a esta planta son: para asma, enfermedad del pulmón, padecimientos hepáticos, reumas, nacidos, obesidad, afecciones cardiacas, nervios, calentura, dolor de cuerpo e hidropesía.
Se le atribuyen propiedades como antitusivo, y diurético.

### Especies
- Cecropia adenopus
- Cecropia angustifolia
- Cecropia arachnoidea
- Cecropia glaziovii
- Cecropia hololeuca
- Cecropia insignis
- Cecropia multiflora
- Cecropia obtusifolia
- Cecropia pachystachya
- Cecropia peltata
- Cecropia polyphlebia
- Cecropia polystachya
- Cecropia sciadophylla
- Cecropia telealba
- Cecropia telenitida
- Cecropia tubulosa
- Cecropia utcubambana